# من این را دوست دارم (ترانه شکیرا)
«من آن را دوست دارم» تک‌آهنگی از هنرمند اهل کلمبیا شکیرا است. این ترانه در ۱۳ ژانویه ۲۰۲۰ توسط سونی میوزیک لاتین منتشر شد.